# Waldemar Kulbat
Waldemar Kulbat (ur. 7 stycznia 1944 w Piotrkowie Trybunalskim, zm. 6 sierpnia 2025) – polski kapłan katolicki, doktor nauk humanistycznych, socjolog, nauczyciel akademicki, publicysta.

## Życiorys
W 1990 uzyskał stopień doktora nauk humanistycznych na Katolickim Uniwersytecie Lubelskim. Wykłada katolicką naukę społeczną, socjologię i socjologię religii w Wyższym Seminarium Duchownym w Łodzi i łódzkiej filii Uniwersytetu Kardynała Stefana Wyszyńskiego w Warszawie. Jest redaktorem "Niedzieli Łódzkiej", prałatem, kanonikem honorowym Archikatedralnej Kapituły Łódzkiej, duszpasterzem dziennikarzy archidiecezji łódzkiej, prezesem Łódzkiego Oddziału Towarzystwa Przyjaciół KUL.
Publikował m.in. w „Niedzieli”, „Mojej Rodzinie” i w „Naszym Dzienniku”. Współpracował z Encyklopedią „Białych Plam”, z Radiem Maryja w Toruniu, z TV Trwam i z innymi lokalnymi mediami.

## Publikacje
- Kościół a wyzwania demokracji, Warszawa 1996.